# Genijalci
Genijalci bila je emisija na HRT-u koja je započela s emitiranjem 2005. godine.

## Koncept
U Genijalcima poznate osobnosti zajednički pokušavaju doći do odgovora na postavljeno pitanje uz pomoć voditelja koji im na njihova potpitanja odgovara uglavnom s "da" ili "ne". Ako Genijalci (pogađači) točno odgovore na pitanje, 1000 kn ide u dobrotvorne svrhe, a u protivnom postavljač pitanja (građanin) dobiva 1000 kn.
U stalnoj postavi pogađača (zvanih Genijalci) su gotovo uvijek Goran Pirš i Davor Gobac, a neko duže vrijeme su bili Davor Dretar Drele i Zlatan Zuhrić-Zuhra. Voditelj emisije bio je Pjer Žardin.
Sudionici
nepotpuna lista
| Sudionici              | Broj epizoda |
| ---------------------- | ------------ |
| Igor Barberić          |              |
| Mia Begović            |              |
| Milan Blenton          |              |
| Ivanka Boljkovac       |              |
| Luka Bulić             |              |
| Davor Dretar Drele     |              |
| Mila Elegović          |              |
| Ksenija Erker          |              |
| Mirko Fodor            |              |
| Davor Gobac            |              |
| Hana Hegedušić         |              |
| Mladen Horvat          |              |
| Darko Janeš            |              |
| Mile Kekin             |              |
| Indira Levak           |              |
| Ivica Marc             |              |
| Danijela Martinović    |              |
| Mario Petreković       |              |
| Goran Pirš Piro        |              |
| Ivica Propadalo        |              |
| Vojo Šiljak            |              |
| Maja Šuput             |              |
| Trpimir Vicković Vicko |              |
| Indira Vladić          |              |
| Predrag Vušović        |              |
| Ivica Zadro            |              |
| Zlatan Zuhrić Zuhra    |              |